# Wimbledon Championships 2009
Die 123. Wimbledon Championships fanden vom 22. Juni bis zum 5. Juli 2009 in London statt. Ausrichter war der All England Lawn Tennis and Croquet Club.
Titelverteidiger im Einzel waren Rafael Nadal bei den Herren sowie Venus Williams bei den Damen. Im Herrendoppel waren dies Daniel Nestor und Nenad Zimonjić, im Damendoppel Serena Williams und Venus Williams. Titelverteidiger im Mixed waren Samantha Stosur und Bob Bryan.
Im Herren gewann Roger Federer bei seiner siebten Finalteilnahme in Folge (Rekord) bereits zum sechsten Mal. Serena Williams gewann im Dameneinzel zum dritten Mal. Im Herrendoppel verteidigten Daniel Nestor und Nenad Zimonjić, im Damendoppel Serena Williams und Venus Williams jeweils ihre Titel. Den Titel im Mixed gewannen Anna-Lena Grönefeld und Mark Knowles.

## Herreneinzel
Setzliste
| Nr. | Spieler               | Erreichte Runde |
| --- | --------------------- | --------------- |
| 01. | Rafael Nadal          | Rückzug         |
| 02. | Roger Federer         | Sieg            |
| 03. | Andy Murray           | Halbfinale      |
| 04. | Novak Đoković         | Viertelfinale   |
| 05. | Juan Martín del Potro | 2. Runde        |
| 06. | Andy Roddick          | Finale          |
| 07. | Fernando Verdasco     | Achtelfinale    |
| 08. | Gilles Simon          | Achtelfinale    |
| 09. | Jo-Wilfried Tsonga    | 3. Runde        |
| 10. | Fernando González     | 3. Runde        |
| 11. | Marin Čilić           | 3. Runde        |
| 12. | Nikolai Dawydenko     | 3. Runde        |
| 13. | Robin Söderling       | Achtelfinale    |
| 14. | Marat Safin           | 1. Runde        |
| 15. | Tommy Robredo         | 3. Runde        |
| 16. | David Ferrer          | 3. Runde        |
| 17. | James Blake           | 1. Runde        |

| Nr. | Spieler               | Erreichte Runde |
| --- | --------------------- | --------------- |
| 18. | Rainer Schüttler      | 2. Runde        |
| 19. | Stanislas Wawrinka    | Achtelfinale    |
| 20. | Tomáš Berdych         | Achtelfinale    |
| 21. | Feliciano López       | 1. Runde        |
| 22. | Ivo Karlović          | Viertelfinale   |
| 23. | Radek Štěpánek        | Achtelfinale    |
| 24. | Tommy Haas            | Halbfinale      |
| 25. | Dmitri Tursunow       | 1. Runde        |
| 26. | Jürgen Melzer         | 3. Runde        |
| 27. | Philipp Kohlschreiber | 3. Runde        |
| 28. | Mardy Fish            | 3. Runde        |
| 29. | Igor Andrejew         | Achtelfinale    |
| 30. | Viktor Troicki        | 3. Runde        |
| 31. | Victor Hănescu        | 3. Runde        |
| 32. | Albert Montañés       | 3. Runde        |
| 33. | Nicolas Kiefer        | 1. Runde        |

## Dameneinzel
Setzliste
| Nr. | Spielerin           | Erreichte Runde |
| --- | ------------------- | --------------- |
| 01. | Dinara Safina       | Halbfinale      |
| 02. | Serena Williams     | Sieg            |
| 03. | Venus Williams      | Finale          |
| 04. | Jelena Dementjewa   | Halbfinale      |
| 05. | Swetlana Kusnezowa  | 3. Runde        |
| 06. | Jelena Janković     | 3. Runde        |
| 07. | Wera Swonarjowa     | 3. Runde        |
| 08. | Wiktoryja Asaranka  | Viertelfinale   |
| 09. | Caroline Wozniacki  | Achtelfinale    |
| 10. | Nadja Petrowa       | Achtelfinale    |
| 11. | Agnieszka Radwańska | Viertelfinale   |
| 12. | Marion Bartoli      | 3. Runde        |
| 13. | Ana Ivanović        | Achtelfinale    |
| 14. | Dominika Cibulková  | 3. Runde        |
| 15. | Flavia Pennetta     | 3. Runde        |
| 16. | Zheng Jie           | 2. Runde        |

| Nr. | Spielerin                    | Erreichte Runde |
| --- | ---------------------------- | --------------- |
| 17. | Amélie Mauresmo              | Achtelfinale    |
| 18. | Samantha Stosur              | 3. Runde        |
| 19. | Li Na                        | 3. Runde        |
| 20. | Anabel Medina Garrigues      | 3. Runde        |
| 21. | Patty Schnyder               | 1. Runde        |
| 22. | Alizé Cornet                 | 1. Runde        |
| 23. | Aleksandra Wozniak           | 1. Runde        |
| 24. | Marija Scharapowa            | 2. Runde        |
| 25. | Kaia Kanepi                  | 1. Runde        |
| 26. | Virginie Razzano             | Achtelfinale    |
| 27. | Alissa Kleibanowa            | 2. Runde        |
| 28. | Sorana Cîrstea               | 3. Runde        |
| 29. | Sybille Bammer               | 1. Runde        |
| 30. | Ágnes Szávay                 | 1. Runde        |
| 31. | Anastassija Pawljutschenkowa | 2. Runde        |
| 32. | Anna Tschakwetadse           | 1. Runde        |

## Herrendoppel
Setzliste
| Nr. | Paarung                              | Erreichte Runde |
| --- | ------------------------------------ | --------------- |
| 01. | Bob Bryan Mike Bryan                 | Finale          |
| 02. | Daniel Nestor Nenad Zimonjić         | Sieg            |
| 03. | Lukáš Dlouhý Leander Paes            | 1. Runde        |
| 04. | Mahesh Bhupathi Mark Knowles         | Viertelfinale   |
| 05. | Bruno Soares Kevin Ullyett           | Viertelfinale   |
| 06. | Mariusz Fyrstenberg Marcin Matkowski | 1. Runde        |
| 07. | Maks Mirny Andy Ram                  | Achtelfinale    |
| 08. | Łukasz Kubot Oliver Marach           | Viertelfinale   |

| Nr. | Paarung                          | Erreichte Runde |
| --- | -------------------------------- | --------------- |
| 09. | Wesley Moodie Dick Norman        | Halbfinale      |
| 10. | Travis Parrott Filip Polášek     | 2. Runde        |
| 11. | Marcelo Melo André Sá            | 2. Runde        |
| 12. | Jeff Coetzee Jordan Kerr         | 2. Runde        |
| 13. | František Čermák Michal Mertiňák | 2. Runde        |
| 14. | Rik De Voest Ashley Fisher       | 1. Runde        |
| 15. | Martin Damm Robert Lindstedt     | Achtelfinale    |
| 16. | Stephen Huss Ross Hutchins       | 1. Runde        |

## Damendoppel
Setzliste
| Nr. | Paarung                                        | Erreichte Runde |
| --- | ---------------------------------------------- | --------------- |
| 01. | Cara Black Liezel Huber                        | Halbfinale      |
| 02. | Anabel Medina Garrigues Virginia Ruano Pascual | Halbfinale      |
| 03. | Samantha Stosur Rennae Stubbs                  | Finale          |
| 04. | Serena Williams Venus Williams                 | Sieg            |
| 05. | Hsieh Su-wei Peng Shuai7                       | 1. Runde        |
| 06. | Daniela Hantuchová Ai Sugiyama                 | 2. Runde        |
| 07. | Wiktoryja Asaranka Jelena Wesnina              | 3. Runde        |
| 08. | Marija Kirilenko Flavia Pennetta               | 1. Runde        |

| Nr. | Paarung                                            | Erreichte Runde |
| --- | -------------------------------------------------- | --------------- |
| 09. | Lisa Raymond Wera Swonarjowa                       | 1. Runde        |
| 10. | Bethanie Mattek-Sands Nadja Petrowa                | 2. Runde        |
| 11. | Nuria Llagostera Vives María José Martínez Sánchez | Viertelfinale   |
| 12. | Anna-Lena Grönefeld Vania King                     | Viertelfinale   |
| 13. | Yan Zi Zheng Jie                                   | 2. Runde        |
| 14. | Nathalie Dechy Mara Santangelo                     | 1. Runde        |
| 15. | Chuang Chia-jung Sania Mirza                       | 2. Runde        |
| 16. | Swetlana Kusnezowa Amélie Mauresmo                 | 2. Runde        |

## Mixed
Setzliste
| Nr. | Paarung                          | Erreichte Runde |
| --- | -------------------------------- | --------------- |
| 01. | Cara Black Leander Paes          | Finale          |
| 02. | Samantha Stosur Bob Bryan        | Viertelfinale   |
| 03. | Lisa Raymond Marcin Matkowski    | Achtelfinale    |
| 04. | Hsieh Su-wei Kevin Ullyett       | Viertelfinale   |
| 05. | Jelena Wesnina Daniel Nestor     | Achtelfinale    |
| 06. | Bethanie Mattek-Sands Mike Bryan | Achtelfinale    |
| 07. | Rennae Stubbs Robert Lindstedt   | Achtelfinale    |
| 08. | Nadja Petrowa Maks Mirny         | Achtelfinale    |

| Nr. | Paarung                             | Erreichte Runde |
| --- | ----------------------------------- | --------------- |
| 09. | Anna-Lena Grönefeld Mark Knowles    | Sieg            |
| 10. | Yan Zi Nenad Zimonjić               | 2. Runde        |
| 11. | Ai Sugiyama André Sá                | Viertelfinale   |
| 12. | Virginia Ruano Pascual Stephen Huss | Halbfinale      |
| 13. | Sania Mirza Mahesh Bhupathi         | Achtelfinale    |
| 14. | Peng Shuai Marcelo Melo             | 2. Runde        |
| 15. | Iveta Benešová Lukáš Dlouhý         | Viertelfinale   |
| 16. | Chuang Chia-jung Christopher Kas    | Achtelfinale    |

## Junioreneinzel
Den Titel bei den Junioren gewann der ungesetzte Russe Andrei Kusnezow, der sich im Finale in drei Sätzen mit 4:6, 6:2 und 6:2 gegen den Qualifikanten Jordan Cox (Vereinigte Staaten) durchsetzen konnte.
Setzliste
| Nr. | Spieler           | Erreichte Runde |
| --- | ----------------- | --------------- |
| 01. | Daniel Berta      | Achtelfinale    |
| 02. | Huang Liang-chi   | 1. Runde        |
| 03. | Bernard Tomic     | Halbfinale      |
| 04. | Agustín Velotti   | Viertelfinale   |
| 05. | Andrea Collarini  | 1. Runde        |
| 06. | Gianni Mina       | 2. Runde        |
| 07. | Shūichi Sekiguchi | 1. Runde        |
| 08. | Julen Urigüen     | 1. Runde        |

| Nr. | Spieler          | Erreichte Runde |
| --- | ---------------- | --------------- |
| 09. | Dominik Schulz   | Viertelfinale   |
| 10. | Julien Obry      | 2. Runde        |
| 11. | David Souto      | 2. Runde        |
| 12. | Denis Kudla      | 1. Runde        |
| 13. | Hsieh Cheng-peng | 2. Runde        |
| 14. | Facundo Argüello | 1. Runde        |
| 15. | Tennys Sandgren  | 2. Runde        |
| 16. | Evan King        | 1. Runde        |

## Juniorinneneinzel
Bei den Juniorinnen setzte sich die Thailänderin und Nummer vier der Setzliste Noppawan Lertcheewakarn durch. Im Finale gewann sie in drei Sätzen mit 3:6, 6:3 und 6:1 gegen die topgesetzte Französin Kristina Mladenovic.
Setzliste
| Nr. | Spielerin               | Erreichte Runde |
| --- | ----------------------- | --------------- |
| 01. | Kristina Mladenovic     | Finale          |
| 02. | Laura Robson            | Achtelfinale    |
| 03. | Ana Bogdan              | 2. Runde        |
| 04. | Noppawan Lertcheewakarn | Sieg            |
| 05. | Olivia Rogowska         | 1. Runde        |
| 06. | Tímea Babos             | Halbfinale      |
| 07. | Sloane Stephens         | Viertelfinale   |
| 08. | Ajla Tomljanović        | 1. Runde        |

| Nr. | Spielerin        | Erreichte Runde |
| --- | ---------------- | --------------- |
| 09. | Christina McHale | 1. Runde        |
| 10. | Camila Silva     | Achtelfinale    |
| 11. | Silvia Njirić    | Viertelfinale   |
| 12. | Heather Watson   | 1. Runde        |
| 13. | Tamaryn Hendler  | Achtelfinale    |
| 14. | Chanel Simmonds  | 2. Runde        |
| 15. | Darja Gawrilowa  | 2. Runde        |
| 16. | Ulrikke Eikeri   | 1. Runde        |

## Juniorendoppel
Setzliste
| Nr. | Paarung                          | Erreichte Runde |
| --- | -------------------------------- | --------------- |
| 01. | Andrea Collarini Agustín Velotti | Viertelfinale   |
| 02. | Hsieh Cheng-peng Huang Liang-chi | Viertelfinale   |
| 03. | Facundo Argüello Julen Urigüen   | 1. Runde        |
| 04. | Evan King Denis Kudla            | Viertelfinale   |

| Nr. | Paarung                          | Erreichte Runde |
| --- | -------------------------------- | --------------- |
| 05. | Arthur De Greef Gianni Mina      | Rückzug         |
| 06. | Hiroyasu Ehara Shūichi Sekiguchi | 1. Runde        |
| 07. | Andrei Kusnezow Dominik Schulz   | Rückzug         |
| 08. | Daniel Berta Radim Urbanek       | 1. Runde        |

## Juniorinnendoppel
Setzliste
| Nr. | Paarung                           | Erreichte Runde |
| --- | --------------------------------- | --------------- |
| 01. | Laura Robson Sloane Stephens      | 1. Runde        |
| 02. | Kristina Mladenovic Silvia Njirić | Finale          |
| 03. | Tímea Babos Ajla Tomljanović      | Achtelfinale    |
| 04. | Ulrikke Eikeri Zsófia Susányi     | Achtelfinale    |

| Nr. | Paarung                            | Erreichte Runde |
| --- | ---------------------------------- | --------------- |
| 05. | Darja Gawrilowa Ksenija Kirillowa  | Halbfinale      |
| 06. | Magda Linette Heather Watson       | Achtelfinale    |
| 07. | Richèl Hogenkamp Lesley Kerkhove   | 1. Runde        |
| 08. | Walerija Solowjowa Maryna Zanevska | Achtelfinale    |

## Herrendoppel-Rollstuhl
Setzliste
| Nr. | Paarung                           | Erreichte Runde |
| --- | --------------------------------- | --------------- |
| 01. | Stéphane Houdet Michaël Jeremiasz | Sieg            |
| 02. | Maikel Scheffers Ronald Vink      | Halbfinale      |

## Damendoppel-Rollstuhl
Setzliste
| Nr. | Paarung                             | Erreichte Runde |
| --- | ----------------------------------- | --------------- |
| 01. | Korie Homan Esther Vergeer          | Sieg            |
| 02. | Florence Gravellier Jiske Griffioen | Halbfinale      |